# Saint-Barthélemy (Manche)
Saint-Barthélemy település Franciaországban, Manche megyében. Lakosainak száma 338 fő (2022. január 1.). Saint-Barthélemy Le Neufbourg, Romagny-Fontenay, Saint-Clément-Rancoudray és Juvigny les Vallées községekkel határos.

## Népesség
A település népessége az elmúlt években az alábbi módon változott:
| Lakosok száma | 310  | 361  | 388  | 355  | 332  | 328  | 332  | 333  | 332  | 338  |
|               | 1968 | 1982 | 1990 | 2006 | 2013 | 2015 | 2017 | 2019 | 2020 | 2022 |